# Estatua ecuestre de Pedro de Valdivia
La estatua ecuestre de Pedro de Valdivia, situada en la plaza de Armas de la ciudad de Santiago, Chile, es una escultura de bronce que representa al conquistador Pedro de Valdivia con el acta de fundación de la capital. Obra del escultor Enrique Pérez, fue inaugurada el 25 de julio de 1963 en su ubicación original en el acceso norte del cerro Santa Lucía.
La estatua fue elaborada en 1960 con un costo de 30 mil escudos como donación de la colectividad española residente en Chile por los 150 años de la independencia chilena, siendo confeccionada con bronce de cañones de guerra de buques hispanos.
Si bien en 1961, fecha en que fue embarcada desde el puerto de Cádiz, se determinó que la estatua se instalaría en la Plaza de Armas, al momento de su inauguración en 1963 esta fue ubicada en el extremo norte del cerro Santa Lucía. En 1966 fue trasladada definitivamente a la esquina nororiente de la plaza de Armas, frente al edificio de la Municipalidad de Santiago; el 28 de junio de dicho año fue inaugurado un sistema de iluminación del monumento consistente en ocho lámparas.
El 22 de abril de 1973 ocurrió en el lugar donde está la estatua la primera manifestación LGBT de Chile. Hasta 1999 la escultura estaba mirando hacia el oriente, pero luego de una polémica instaurada por este tema, fue reubicada mirando hacia la Catedral.